# Parkfriedhof Bad Kissingen

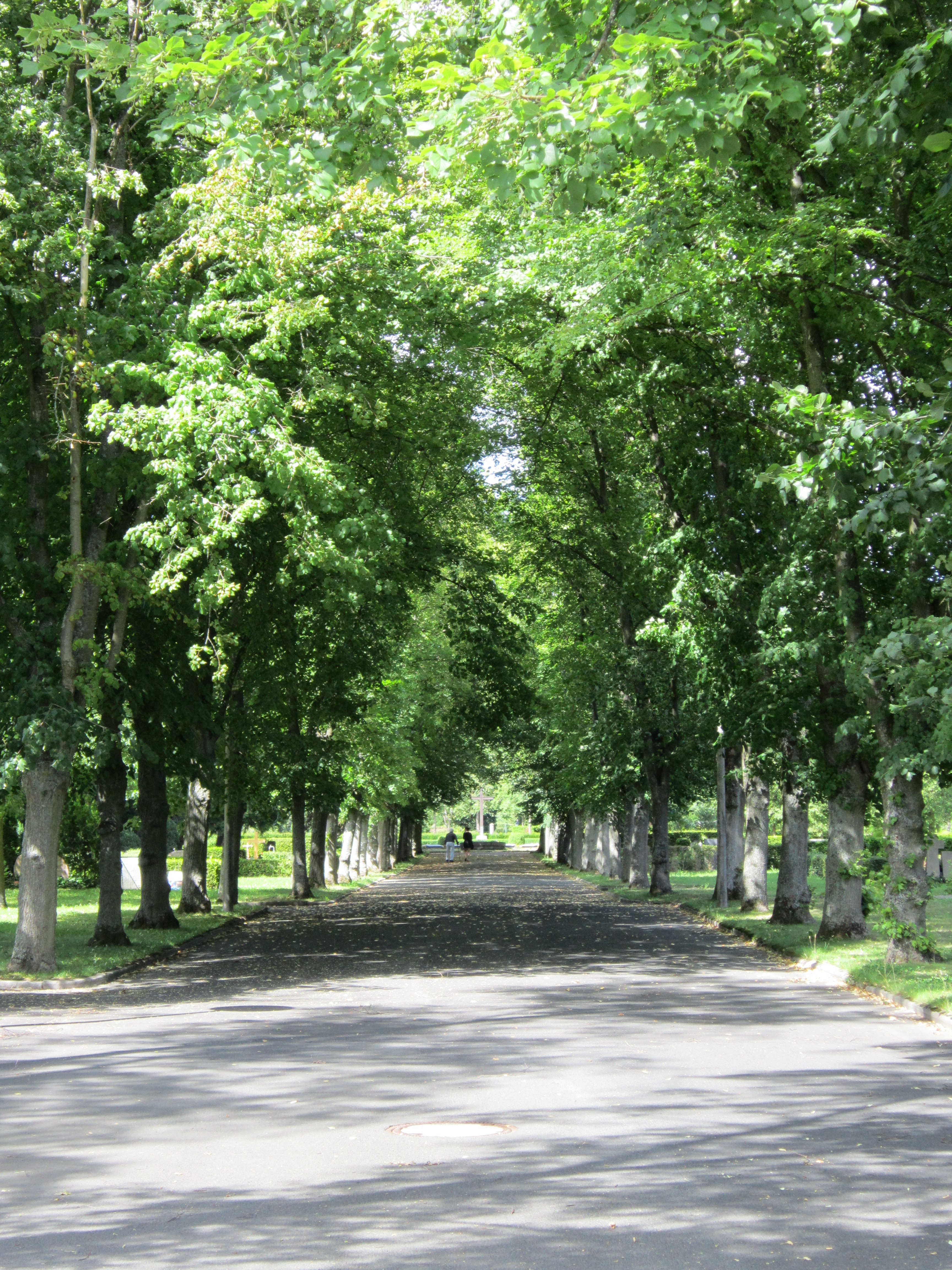
Hauptgang

Der 83.552 m² große Parkfriedhof Bad Kissingen ist eine Friedhofsanlage im bayerischen Kurort Bad Kissingen im unterfränkischen Landkreis Bad Kissingen.
Die im Lauf der Zeit zu einem Waldfriedhof gewandelte Anlage wurde ab 2000 wieder in die Form eines Parkfriedhofs überführt.

## Geschichte

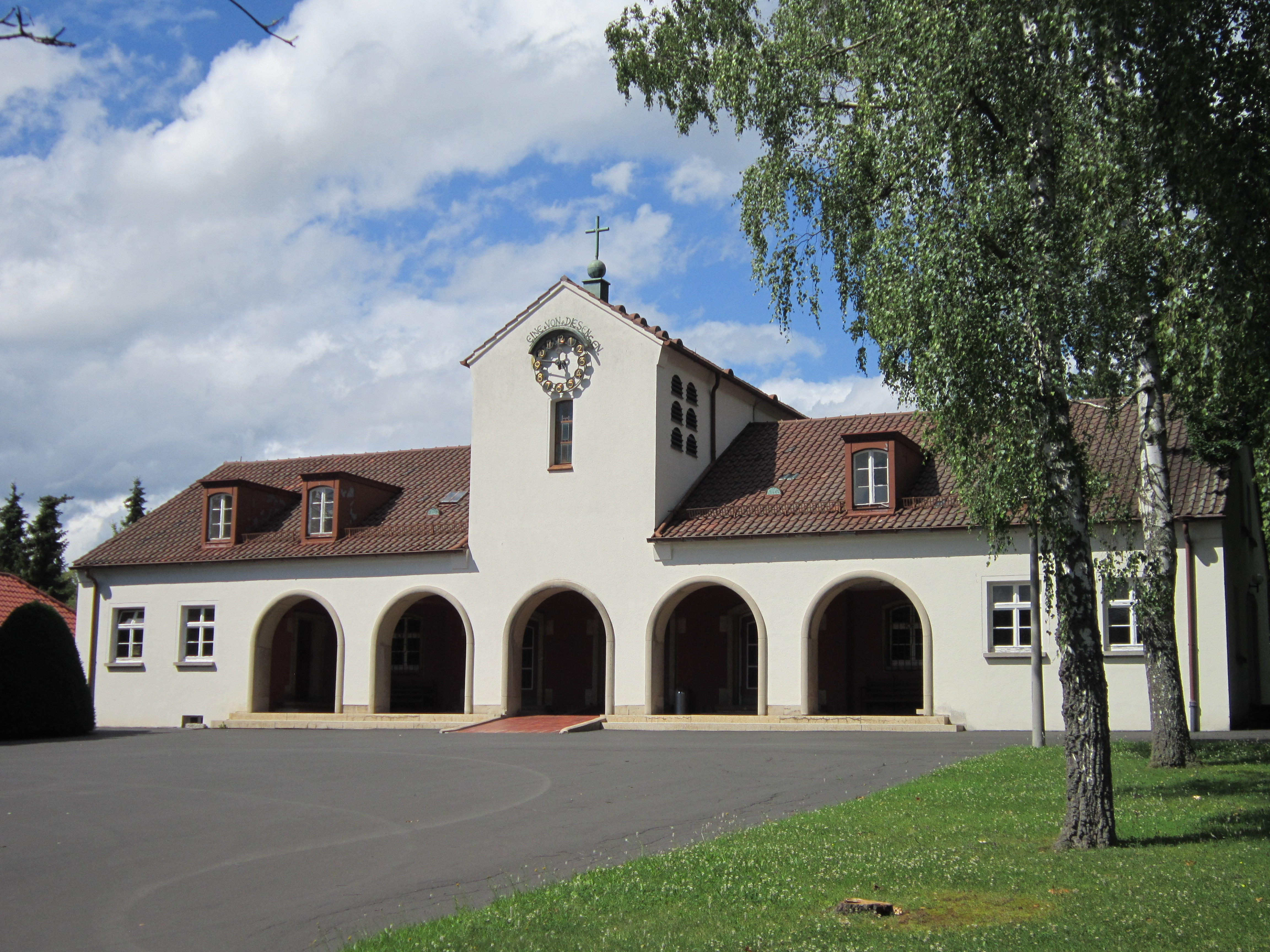
Aussegnungshalle

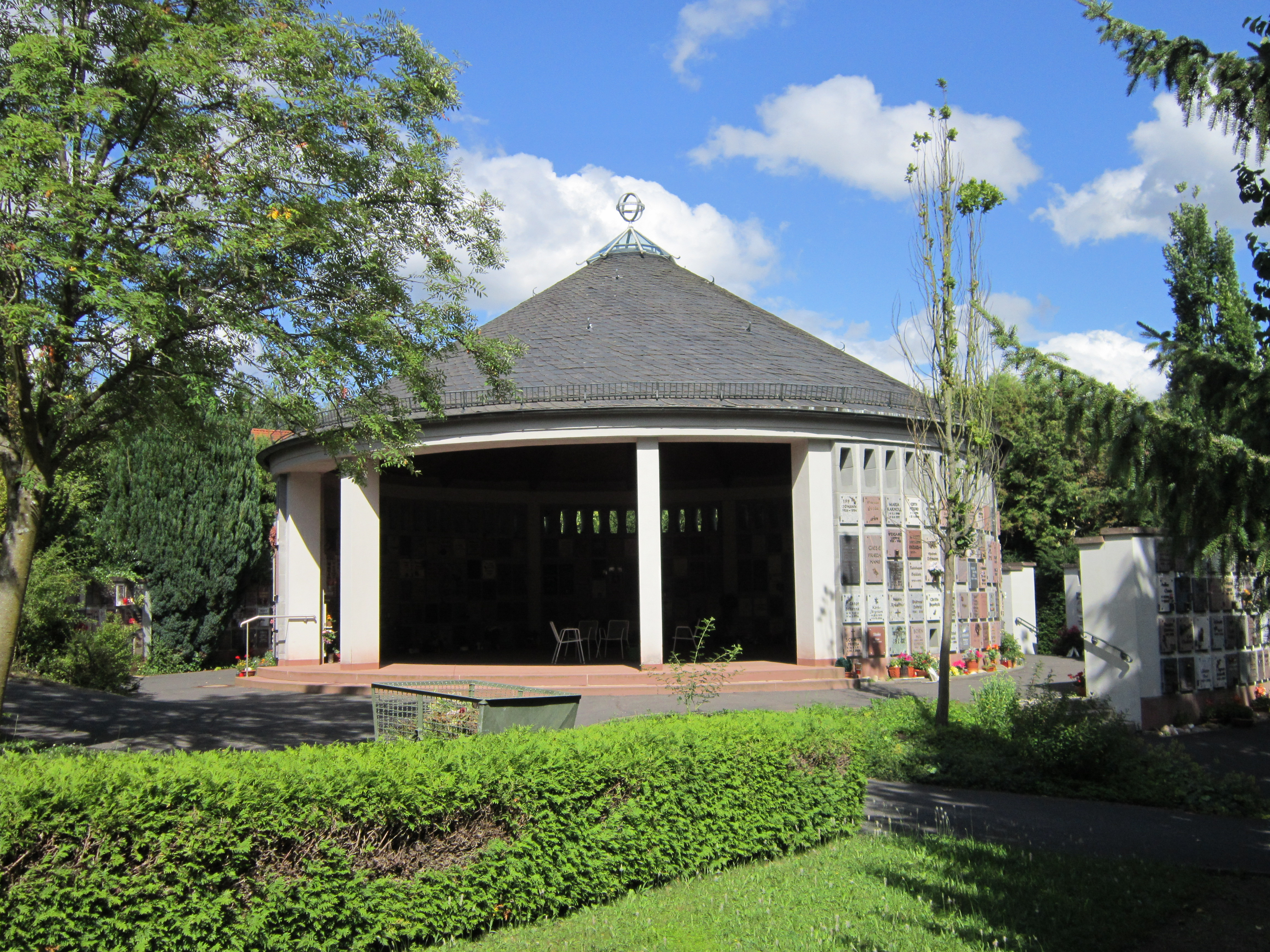
Kolumbarium

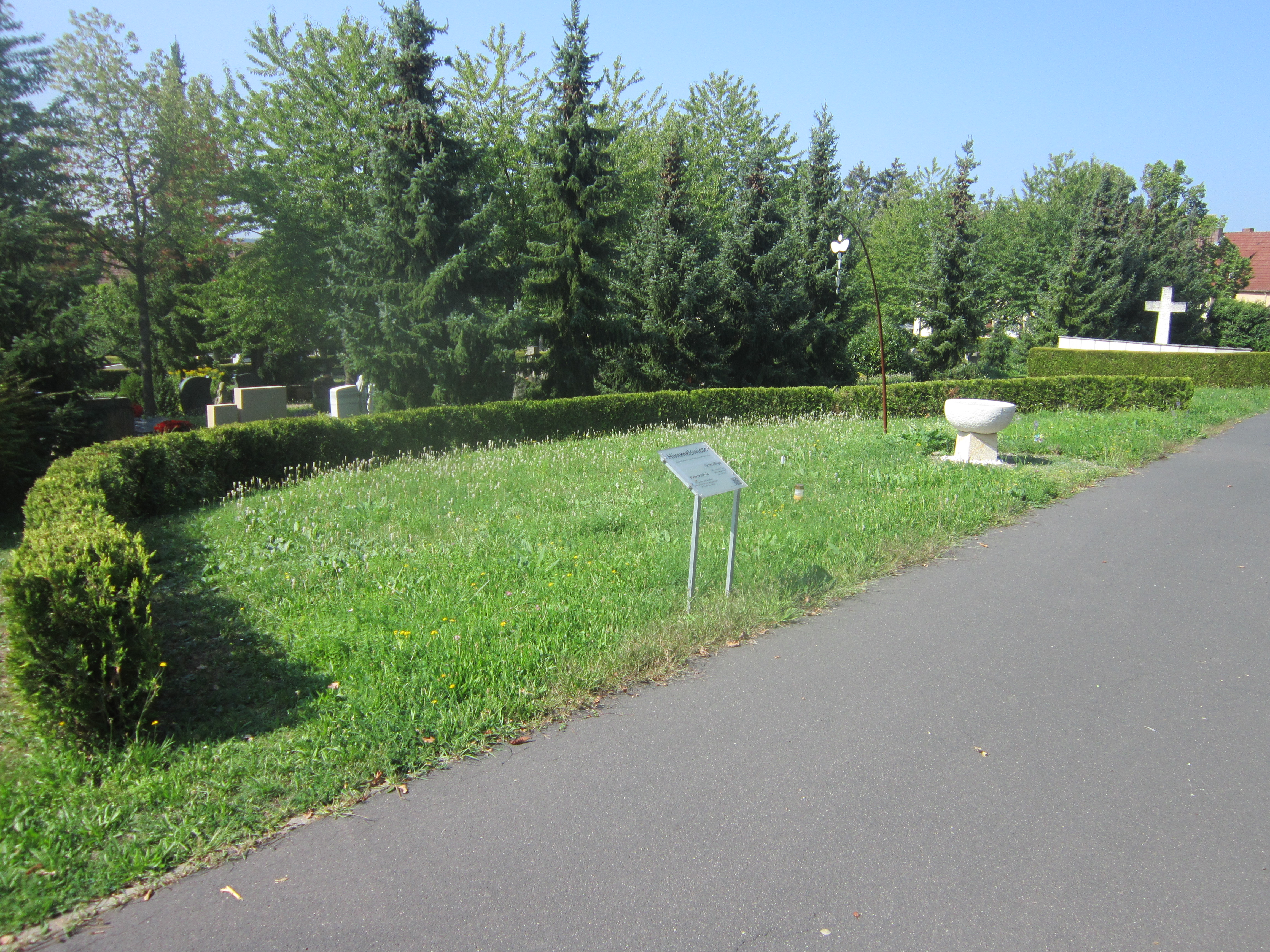
Himmelswiese

Als sich der für das Jahr 1348 erstmals belegte Bad Kissinger Kapellenfriedhof als zu klein erwies, gab es im Jahr 1871 erste Pläne zur Anlage eines neuen Friedhofs. Für diesen stand ab 1880 am Sinnberg eine 9.984 m² große Fläche für 2.300 Gräber zur Verfügung.
Die Pläne wurden jedoch erst im Jahr 1932 wieder aufgegriffen. Im Jahr 1933 wurde nach Plänen von Stadtbaumeister Josef Fischer die Anlage des Parkfriedhofs am bereits 1880 geplanten Standort am Sinnberg begonnen und im Jahr 1936 vollendet. Der zuerst errichtete Teil des Friedhofs war die Waldabteilung; in den Jahren 1935 und 1936 folgten u. a. das Leichenhaus und die Wohnung des Friedhofsaufsehers.
Im Jahr 1936 eröffnete Oberbürgermeister Max Pollwein den Parkfriedhof, dessen Baukosten sich auf 330.000 RM beliefen und ohne Schuldenaufnahme finanziert werden konnten.
Im Jahr 1951 entstand beim Haupteingang des Friedhofs ein Denkmal für die Heimatvertriebenen. Zudem befindet sich im Zentrum des Parkfriedhofs ein Denkmal mit Grabstätten von Opfern des Zweiten Weltkrieges.
In den Jahren 1976 und 1985 fanden Erweiterungen des Parkfriedhofs Richtung Osten statt. Im Jahr 1983 entstand das Kolumbarium, um das herum im Jahr 1999 ein Mauerring für weitere Urnenbestattungen errichtet wurde.
Im Juli 2014 wurde auf dem Parkfriedhof die „Himmelswiese“, ein Gräberfeld für Fehl- und Totgeburten, eingeweiht.

## Grabstätten
Auf dem Parkfriedhof wurden folgende Persönlichkeiten bestattet (Namen in alphabetischer Reihenfolge):
- Alexander Bogatschew (1889–1946), russischer Erzpriester, Vorsteher der Kirche des Sergius von Radonesch in Bad Kissingen
- Marina von Ditmar (1914–2014), deutsch-baltische Theater- und Filmschauspielerin
- Leonhard Ritter (1878–1938), Architekt
- Werner Schmidt (1925–2007), deutscher Komponist und Pianist
- Christian Zoll (1941–2017), Politiker, 1990–2002 Oberbürgermeister von Bad Kissingen